# Burzum (àlbum)
Burzum és el primer àlbum d'estudi de la banda de black metal noruec Burzum. Varg Vikernes, l'únic integrant de la banda, interpreta tots els instruments. Va ser gravat el gener de 1992 a Grieghallen Studios, situats a Bergen, i llençat al mercat el març de 1992 a través Deathlike Silence Productions, la discogràfica d'Øystein Aarseth "Euronymous", guitarrista i líder de la banda Mayhem, que col·labora en l'àlbum amb el solo de guitarra de "War".
L'àlbum va ser redistribuït l'any 1995 a través de la discogràfica Mysanthropy Records juntament amb l'EP de 1993 Aske.

## Llistat de cançons
Tota les cançons escrites i compostes per Varg Vikernes.
Cara A: Hate
1. Feeble Screams From Forests Unknown - 7:28
2. Ea, Lords Of The Deeps - 4:53
3. Black Spell Of Destruction - 5:40
4. Channeling The Power Of Souls Into A New God - 3:27

Cara B: Winter
1. War - 2:23
2. The Crying Orc - 1:23
3. A Lost Forgotten Sad Spirit - 9:11
4. My Journey to The Stars - 8:10
5. Dungeons Of Darkness - 4:50

Nota: Segons Varg Vikernes, Euronymous es va equivocar en la publicació de l'àlbum i va escriure "Ea, Lords Of The Deeps" en comptes de "Ea, Lords Of The Depths".

## Crèdits
- Count Grishnackh (Varg Vikernes) - Veus, guitarres, baix, bateria, sintetitzadors i producció
- Eurnoymous (Øystein Aarseth) - Solo de guitarra a "War", gong a "Dungeons of Darkness".
- Pytten (Eirik Hundvin) - Producció i masterització
- Jannicke Wiise-Hansen - Portada de l'àlbum